# Lehman Brothers
Lehman Brothers Holdings Inc. byla významná americká banka založená v roce 1850, jedna z největších investičních bank v USA. Šlo o globálně působící finanční instituci s centrálou v New Yorku, která se zabývala investičním i privátním bankovnictvím. Byla jednou z bank, které těžce zasáhlo zhroucení amerického trhu s nemovitostmi. 15. září 2008 oznámila, že zažádá o ochranu před věřiteli, čímž vytvořila rekordní bankrot v americké historii.

## Historie
V roce 1844, 23letý Henry Lehman, syn židovského obchodníka s dobytkem emigroval z Bavorského království do Spojených států amerických. Henry se usadil ve městě Montgomery ve státě Alabama. Zde si otevřel obchod se smíšeným zbožím pod názvem „H. Lehman“. Po příjezdu jeho bratra Emanuela Lehmana se firma přejmenovala na „H. Lehman and Bro“. Po příjezdu nejmladšího bratra Mayera Lehmana se firma opět přejmenovala a to tentokrát na „Lehman Brothers“ jak je známe dnes.
Roku 1924, John M. Hancock se stává prvním nerodinným partnerem ve firmě, toho následoval roku 1927 Monroe C. Hutman a také Paul Mazur. V roce 1928 se sídlo firmy přestěhovalo na adresu One William Street. V roce 1969 ve vedení umírá Robert Lehman ve 44 letech a zanechal firmu Lehman Brothers bez aktivně zapojeného člena rodiny. Ve stejný moment se firma potýkala s nepříznivým ekonomickým vývojem v 70. letech. Roku 1973 byl k záchraně firmy povolán Pete Peterson, který vykonával pozici výkonného ředitele ve společnosti Bell and Howell. Pod Petersenovým vedením na pozici výkonného ředitele se firma spojila s Abraham and Co. roku 1975 a o dva roky později se spojila s Kuhn, Loeb and Co. a tím vzniklo Lehman Brothers, Kuhn, Loeb Inc., jednalo se o 4. největší investiční banku v zemi. Před ní byli pouze Salomon Brothers, Goldman Sachs a First Boston. Peterson dovedl firmu ze ztrát k rekordním ziskům.

## Pád

### Hypoteční krize
V srpnu 2007 Lehman Brothers uzavřeli svou dceřinou společnost BNC Mortgage, čímž eliminovali 1200 pracovních míst ve 23 lokalitách. Vedení firmy rozhodnutí zdůvodnilo tím, že si to stav trhu s hypotékami vyžadoval.
V září 2007 byla finančním ředitelem firmy (CFO) jmenována Erin Callan. Na jaře 2008 (po pádu Bear Stearns) se již předpokládalo, že Lehman Brothers budou další bankou, která padne. Na následující konferenci Callan oznámila, že firma za první kvartál roku 2008 vyprodukovala profit ve výši 489 milionů dolarů, ve srovnání s ostatními bankami se jednalo o úspěch a zároveň o 55. kvartál v řadě, který skončil profitem
V další části roku 2008 se navzdory prvotnímu zisku začal naplno projevovat problém s nabízením rizikových hypoték. Stav trhu s těmito hypotékami postupně vedl k poklesu cen akcií Lehman Brothers o 73 % a to pouze za rok 2008. 
9. června firma oznámila ztrátu ve druhém kvartálu roku, která dosahovala 2,8 miliard dolarů. Tato zpráva vedla k rezignaci Joea Gregoryho na post prezidenta a provozního ředitele (COO) firmy. Gregory následně požádal o rezignaci dosavadní CFO Erin Callan, která tak ve funkci setrvala pouze půl roku. Novým prezidentem a COO se stal Bart McDade, který do firmy přivedl bývalé zaměstnance, která Gregory vytlačil kvůli jejich málo riskantnímu přístupu.
V srpnu 2008, krátce před ohlášením stavu po 3. kvartálu, Lehman Brothers oznámili, že mají v plánu propustit 6 % jejich pracovních sil (tj. 1500 lidí).
22. srpna státní Korea Development Bank oznámila, že se chystá Lehman Brothers koupit. Ke koupi nakonec ovšem nedošlo.
11. září Lehman Brothers veřejně přiznali, že shání kupce, což vedení firmy předtím důrazně odmítalo. Důvodem byl pravděpodobně opakovaný propad akcií, tentokrát o dalších 40 %.

### Bankrot
13. září 2008 svolal tehdejší prezident Federal Reserve Bank of New York jednání s cílem projednat budoucnost Lehman Brothers, které obsahovalo možnost nouzové likvidace majetku banky. Vedení Lehman Brothers také ohlásilo jednání o prodeji s Bank of America a Barclays. Oba pokusy nakonec selhaly především kvůli zásahu britské vlády, která prodej na poslední chvíli zastavila.
Krátce po půlnoci 15. září vedení Lehman Brothers oznámilo žádost o ochranu před věřiteli. Banka také zveřejnila, že se její bankovní dluh pohyboval ve výši 613 miliard dolarů, dluhopisový dluh ve výši 150 miliard dolarů, zatímco hodnota aktiv dosahovala 639 miliard dolarů. Skupina firem z Wall Street přislíbila poskytnutí kapitálu na následnou likvidaci Lehman Brothers, vláda USA se k příslibu s asistencí při likvidaci také připojila.
Následující den došlo k pozastavení činnosti australské dceřiné společnosti Lehman Brothers, což vedlo k pádu akcií o 90 %. Následovalo uzavření dceřiných společností a poboček Lehman Brothers v ostatních zemích světa (např. v Japonsku a Velké Británii). 17. září 2008 došlo k finálnímu odstranění Lehman Brothers z rejstříku.

## Vyšetřování
Šéf zkrachovalé banky Richard Fuld si podle BBC za osm let v nejvyšší funkci vydělal asi 300 až 500 milionů dolarů. Byl nucen vysvětlovat americkým poslancům ve sněmovní komisi chování vedení banky, které vydělávalo astronomické sumy, ačkoli firmu přivedlo k bankrotu. Předseda senátní komise Henry Waxman uvedl, že si měl Fuld do roku 2000 vydělat 480 milionů dolarů, ale sám Fuld hovořil „pouze“ o 300 milionech. Fuld podle vyjádření pro BBC necítil za krach banky vinu, i když se prý cítil „hrozně“ a údajně až do smrti nepřestane přemýšlet, proč americká vláda pomoc Lehman Brothers odmítla.

## Důsledky
Pád banky Lehman Brothers byl největším selháním investiční banky od roku 1990, kdy se zhroutila Drexel Burnham Lambert. Bezprostředně po jejím pádu následovala série událostí, která eskalovala v největší finanční krizi od 30. let 20. století. Jednalo se o první bankrot firmy takových rozměrů v amerických dějinách. 
Takřka okamžitě po žádosti o ochranu před věřiteli zahájil již tak zoufalý finanční trh období extrémní volatility. Trh amerických hypoték byl kvůli převádění hypotečních úvěrů na obchodovatelné cenné papíry těsně propojen s finančními trhy v celém světě, a tak se hlubokého propadu dočkala celosvětová ekonomika. Stoupla cena peněz na mezibankovním trhu a banky si přestaly půjčovat mezi sebou. Došlo tak k několikaměsíčnímu zmrazení světového bankovnictví.
Následující krize měla za vinu bankrot desítek dalších bank, prudký propad burzy, pokles cen nemovitostí. Zasáhla automobilový průmysl, zdravotnictví a energetiku. Zvýšila se nezaměstnanost a počet lidí bez domova jak v USA, tak ve světě.
Pro zamezení pádu dalších finančních institucí připravil tehdejší americký ministr financí Henry Paulson balíček pomoci ve výši 700 miliard dolarů, který byl následně schválen americkým kongresem.  

## Popkultura
Události pádu banky byly v roce 2009 zdramatizovány v britském snímku „The Last Days of Lehman Brothers“.
Další reference se objevují například v animovaném filmu Já, padouch z roku 2010, kde se objevuje jménem banka „Bank of Evil“, pod jejímž názvem lze spatřit nápis malými písmeny: „Dříve Lehman Brothers“.
Film HBO z roku 2011 „Příliš velký na neúspěch“ líčí dny před tím, než Lehman Brothers vyhlásila bankrot.
Příběh banky se dočkal i divadelní inscenace. „Lehman Trilogy“ je hra o třech dějstvích o historii Lehman Brothers italského dramatika Stefana Massiniho.